# Adalbert de Babenberg
Adalbert el Victoriós (? - Melk, Baixa Àustria, 26 de maig de 1055) fou un marcgravi de la casa dels Babenberg que va governar la Marca Oriental de Baviera coneguda també com a Àustria.
Era fill de Leopold I de Babenberg i comte del Schweinachgau i Künzinggau, als territoris a l'oest i sud-oest de Passau. Al morir el seu germà Enric I de Babenberg el va succeir com a marcgravi el 1018 i va conservar el poder fins a la seva mort el 1055 quan tenia uns 70 anys o més. Va ampliar els límits del seu domini cap al riu Morava annexionant la zona de Weinviertel. Per aquesta època es van formar dos noves marques: una enfront dels "hongaresos" a l'est, i un altre enfront dels "bohemis" a la vall de Pulkautal.
Es va casar amb Glismoda, germana de Meinwerk, bisbe de Paderborn; es va casar una segona vegada amb Froiza, filla d'Otto Orseolo, Dux de Venècia i germana del rei Pere I d'Hongría. Ja vell va patir artrosis, segons es va saber per l'anàlisi forense de les seves restes conservades a Melk.
El va succeir el seu fill Ernest de Babenberg. Un altre fill (el primogènit), Liutpold, fou nomenat el 943 com a marcgravi d'Hongria, però va morir el 9 de desembre de 1043